# Stazione di Porto Santo Stefano
La stazione di Porto Santo Stefano era la stazione ferroviaria terminale della ferrovia Orbetello-Porto Santo Stefano, in esercizio dal 1913 al 1944. Serviva il centro abitato di Porto Santo Stefano, capoluogo del comune di Monte Argentario.

## Storia

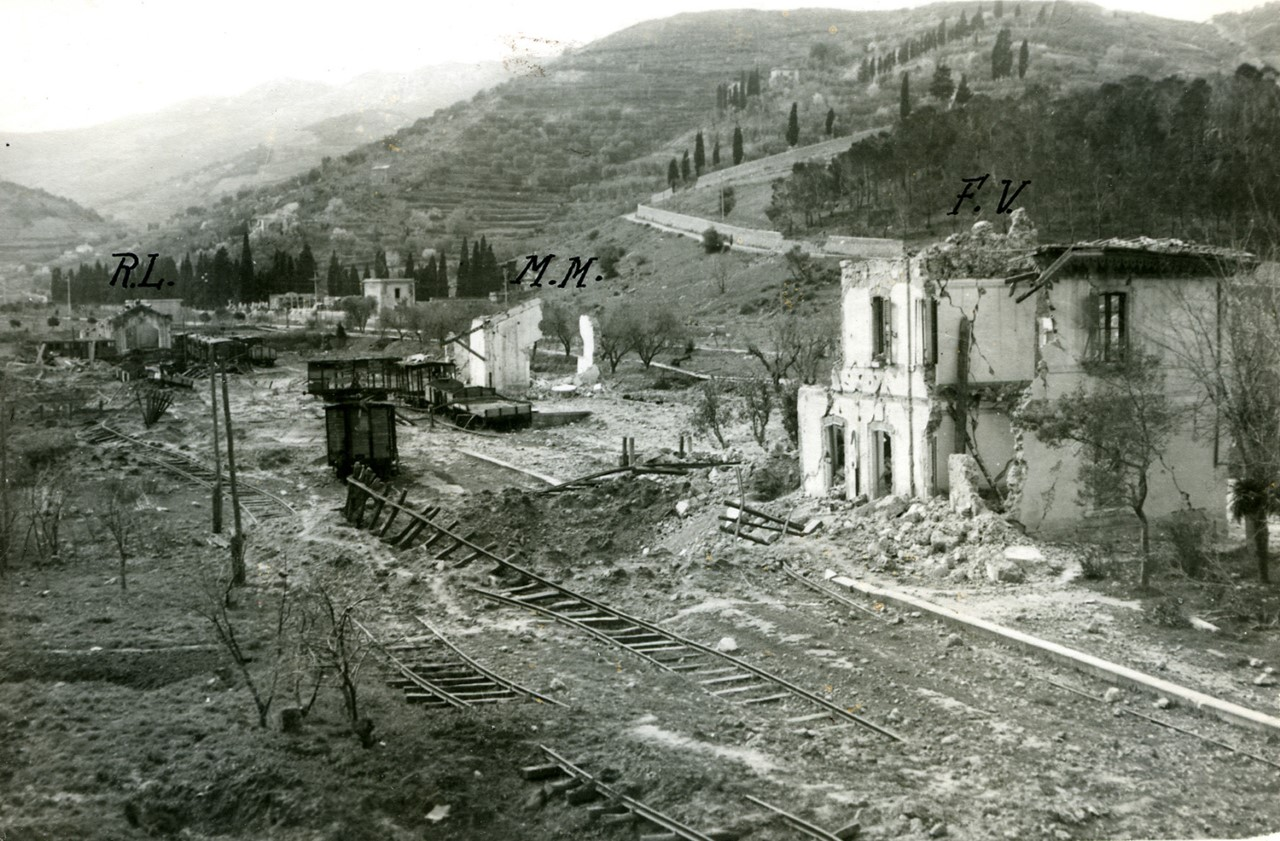
Gli impianti della stazione di Porto Santo Stefano distrutti dalle bombe

La stazione fu distrutta a seguito dei bombardamenti alleati del marzo 1944, che danneggiarono pesantemente la ferrovia e rasero al suolo l'intero abitato. La ferrovia venne pertanto sostituita da una pista camionabile, utilizzata prima dai tedeschi, poi dagli alleati dopo il loro arrivo a Porto Santo Stefano nel mese di giugno.
Subito dopo la fine dei bombardamenti l'ingegnere Clelio Carati, direttore della tratta, stilò la lista dei danni subiti: dei 14 chilometri di lunghezza 3,5 presentavano interruzioni e buche dovute all'impatto delle bombe; il piazzale della stazione era stato completamente raso al suolo; quasi tutti i fabbricati situati lungo il tratto ferroviario erano stati abbattuti, altri rimasero pesantemente danneggiati; infine le locomotive e quasi tutte le vetture erano state distrutte.
La piana che alloggiava il parco binari è stata trasformata in parcheggio pubblico.

## Caratteristiche
La stazione era costituita da un fabbricato che si presentava a planimetria rettangolare, disposto su due piani, con al piano terra la biglietteria.